# 燃燒的荊棘

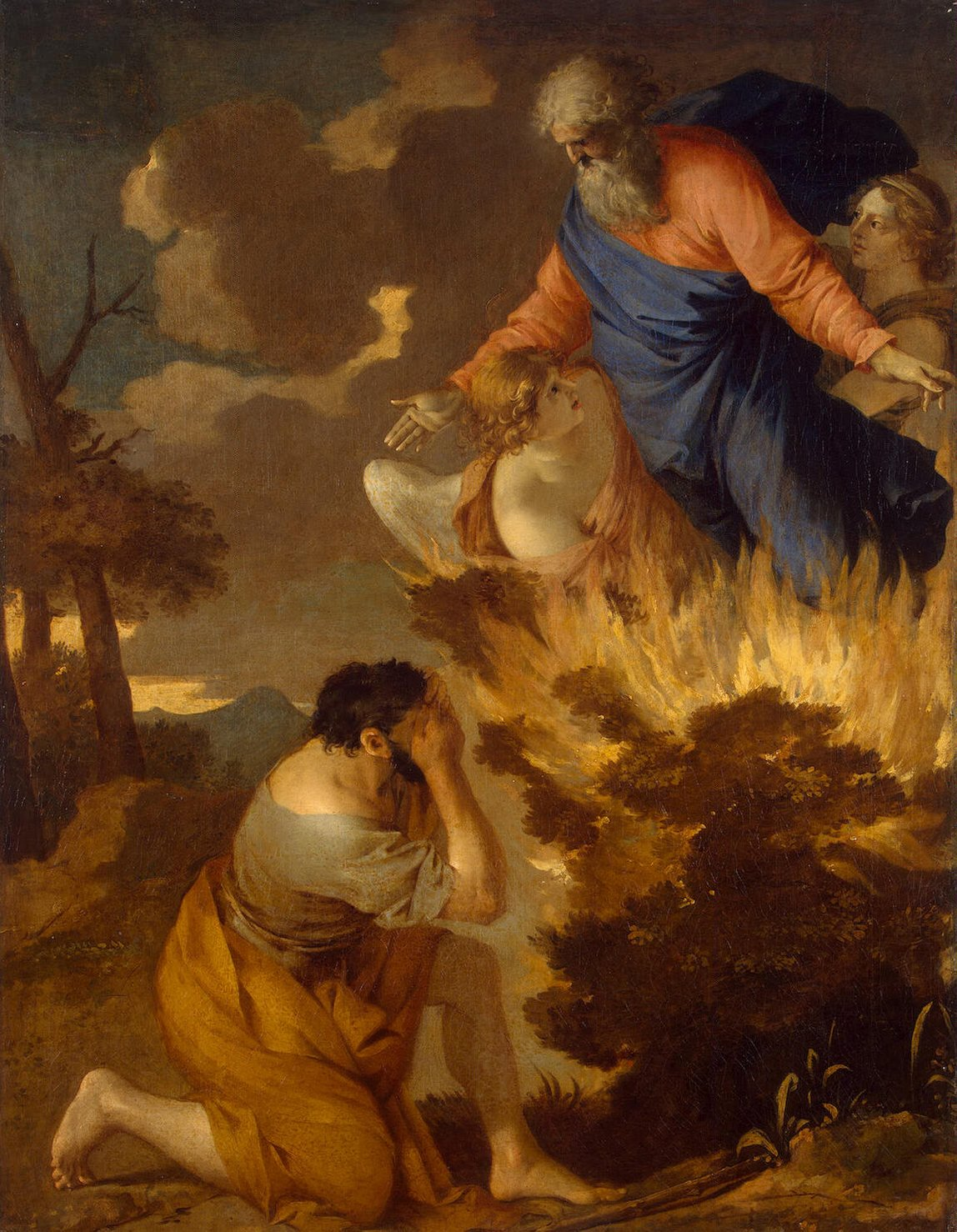
《燃燒的荊棘》，繪於聖彼得堡艾米塔吉博物館

燃燒的荊棘（英語：burning bush）是《出埃及記》
中描述的一株植物，位於西奈山。根據字義描述，這株荊棘著火但焚而不燬，因而得名。在《聖經》的描述中，燃燒的荊棘是上帝任命摩西帶領以色列人離開埃及進入迦南的起始點。
荊棘在希伯來文中稱為סנה‬（seneh，səneh）；該詞為《聖經》上的罕用語，只出現在2個地方，且都用於敘述燃燒的荊棘。

## 經文
出于埃及記3:2-3 耶和華的使者在荊棘的火焰中向他顯現。摩西觀看，看呐，荊棘在火中焚燒，卻沒有燒燬。摩西說：「我要轉過去看這大異象，這荊棘為何沒有燒燬呢？」（和合本修訂版）

## 圖像符號
燃燒的荊棘異象被稱作「焚而不燬」，是改革宗教會和長老教會的共同標誌。

### 焚而不毀標誌歷史
16世紀宗教改革時期，法國的胡格諾派（屬於改革宗教會）受到法國國王的迫害但卻堅守信仰不妥協，自詡是火燒荊棘的教會，並於1583年使用了「焚而不燬」作為該教會的標誌。
不只法國，英國長老教會也歷經迫害，因此倫敦教會也於1642年採用此標誌。之後蘇格蘭、澳洲、紐西蘭、美國、加拿大、台灣各地的長老教會也先後採納此標誌。
台灣最早使用「焚而不燬」標誌者，為加拿大來台宣教的馬偕牧師。